# Verelendungstheorie
Unter Verelendungstheorien werden Theorien verstanden, die eine Verelendung der Proletarier im Zuge der Industrialisierung, bzw. der Arbeiterklasse unter kapitalistischen Produktionsverhältnissen annehmen.
Zu unterscheiden ist einerseits zwischen einer Theorie der absoluten Verelendung, die von ständigem Absinken des Reallohns und des Lebensstandards der Arbeiter ausgeht, und andererseits einer Theorie der relativen Verelendung, nach welcher der Einkommensunterschied zwischen Armen und Reichen immer weiter zunimmt.
Die Verelendungstheorie konnte durch die gesellschaftliche Entwicklung in den hoch entwickelten Industrieländern nicht bestätigt werden. Gegen die relative Verelendungstheorie wird der langfristige Anstieg der Lohnquote in den westlichen Industriestaaten vom 19. Jahrhundert bis in die 1970er Jahre ins Feld geführt. Nach Erich Arndt ist jedoch „diese sehr langfristige Steigerung [...] wohl nicht nur auf das Wirksamwerden eines Machtausgleichs der Gewerkschaften auf dem Arbeitsmarkt, sondern vor allem auch auf das relative Anwachsen der Zahl unselbständig Beschäftigter zurückzuführen.“

## Theoriegeschichte

### Erste Ansätze
Erste Ansätze zur Formulierung einer gesetzmäßigen Verarmung von Arbeitern bei gleichzeitiger Erhöhung der von ihnen hergestellten Produktion finden sich bereits 1766 bei Turgot. In dessen Tradition befassten sich Theoretiker in England und Frankreich weiter mit diesem Thema, während in Deutschland erst in der zweiten Hälfte des 19. Jahrhunderts eine, durch den Pauperismus ausgelöste, Debatte über die soziale Frage stellte.
Zu Karl Marx’ Lebzeiten waren alle (klassischen) Ökonomen der Ansicht, dass die Lohnhöhe für Arbeit durch das Existenzminimum bestimmt werde (Existenzlohn) und höchstens unter besonderen Angebots- und Nachfragekonstellationen kurzfristig davon abweichen könne. Adam Smith sah den Grund dafür in der Macht der Unternehmer, David Ricardo und Thomas Robert Malthus in der Bevölkerungsdynamik. Der Theorie Ricardos und Malthus folgend formulierte Ferdinand Lassalle das Eherne Lohngesetz.

### Verelendung bei Marx und Engels
Den Begriff „Verelendungstheorie“ haben Marx und Engels nicht verwendet; den Namen hat vermutlich erst Eduard Bernstein eingeführt. Nach Paul M. Sweezy hat Marx auf einem hohen Niveau der Abstraktion ein ‚allgemeines Gesetz der kapitalistischen Akkumulation‘ mit der Tendenz zunehmender Verelendung des Proletariats formuliert, das aber nicht als „konkrete Voraussage zu interpretieren“ sei. Laut Wolf Wagner lasse sich aus den marxschen Schriften eine Theorie belegen, „die besagt, dass der Kapitalismus in seiner Entwicklung notwendig die Lage des Proletariats verschlechtere, und dass dieser Prozess der Verelendung bei den Proletariern das Bewusstsein und den Willen erzeugt, den Kapitalismus als die Quelle ihres Elends abzuschaffen“. Wagner bezieht sich dabei unter anderem auf folgenden Text von Marx, welcher die Verelendungstheorie für die Arbeiterbewegung, die sich auf die Theorie von Marx berief, zu einem zentralen und konstituierenden Teil einer Weltanschauung machte:

„Man begreift die Narrheit der ökonomischen Weisheit, die den Arbeitern predigt, ihre Zahl den Verwertungsbedürfnissen des Kapitals anzupassen. Der Mechanismus der kapitalistischen Produktion und Akkumulation paßt diese Zahl beständig diesen Verwertungsbedürfnissen an. Erstes Wort dieser Anpassung ist die Schöpfung einer relativen Übervölkerung oder industriellen Reservearmee, letztes Wort das Elend stets wachsender Schichten der aktiven Arbeiterarmee und das tote Gewicht des Pauperismus. […] innerhalb des kapitalistischen Systems vollziehen sich alle Methoden zur Steigerung der gesellschaftlichen Produktivkraft der Arbeit auf Kosten des individuellen Arbeiters; […] Es folgt daher, daß im Maße wie Kapital akkumuliert, die Lage des Arbeiters, welches immer seine Zahlung, hoch oder niedrig, sich verschlechtern muß. Das Gesetz endlich, welches die relative Übervölkerung oder industrielle Reservearmee stets mit Umfang und Energie der Akkumulation in Gleichgewicht hält, schmiedet den Arbeiter fester an das Kapital als den Prometheus die Keile des Hephästos an den Felsen. Es bedingt eine der Akkumulation von Kapital entsprechende Akkumulation von Elend. Die Akkumulation von Reichtum auf dem einen Pol ist also zugleich Akkumulation von Elend, Arbeitsqual, Sklaverei, Unwissenheit, Brutalisierung und moralischer Degradation auf dem Gegenpol, d. h. auf Seite der Klasse, die ihr eigenes Produkt als Kapital produziert.“

Marx bezog die Verelendung auf die gesamte Lebenslage des Arbeiters, nicht nur seine Einkommenssituation, sondern auch seine Situation im Arbeitsprozess (unmenschliche Arbeitsbedingungen, Entfremdung, Unterwerfung). Die Verelendungstheorie sei jedoch nicht nur eine Theorie über die Entwicklung der Lage der Arbeiterklasse, sondern vor allem eine Theorie über die Bewusstseinsentwicklung der Arbeiterklasse. Erst als eine solche Theorie über die Entstehung von antikapitalistischem Bewusstsein erhalte sie laut Wagner einen zentralen Stellenwert für eine Geschichtsbetrachtung, die den Kapitalismus, nicht als ewige Naturnotwendigkeit, sondern als Durchgangsstadium in einer historischen Gesamtentwicklung verstehe. Doch darf nach Wagner diese Theorie nicht als Prognose oder gar prophetische Voraussage über die Entwicklung der tatsächlichen Lage der Arbeiterklasse interpretiert werden, die mit Notwendigkeit aus der gesamten Marxschen Theorie folgt und deren Nichteintreffen eine Widerlegung dieser Theorie bedeuten würde.

#### Interpretationen als Tendenz
Karl Kautsky, einer der bedeutendsten Marxisten des späten 19. und frühen 20. Jahrhunderts, interpretierte Das Kapital so, dass Marx seine Theorie nicht als unbedingte Wahrheit, sondern als Tendenz auffasse. Marx selbst habe als Gegenwirkung auf die Bedeutung der Gewerkschaften hingewiesen. Auch die Trotzkisten Ernest Mandel und Roman Rosdolsky vertraten die Auffassung, Marx habe keine absolute Verelendungstheorie formuliert. Rosdolsky versuchte in seinem Werk Zur Entstehungsgeschichte des Marxschen Kapital die These zu widerlegen, dass Marx von einer unausweichlichen Verelendung der Arbeiter ausgegangen sei. So hat Marx z. B. das so genannte Eherne Lohngesetz Lassalles ausdrücklich abgelehnt, weil er die gesellschaftlichen Verhältnisse als Ursache des Elends ansah und die Vorstellung von Armut als unveränderlichem Naturgesetz ablehnte. Laut Theodor Geiger sei diese Deutung der marxschen Lehre ohne jeden Halt. Nur eine wirkliche Verelendung könne zum Zusammenbruch des Kapitalismus beitragen. Denn würden sich die Daseinsbedingungen der Arbeiterklasse trotz Verelendungstendenz günstiger gestalten, so sei deren Wirkungskraft als politisch-sozialer Faktor aufgehoben.

#### Interpretationen als relative Verelendung
Jürgen Kuczynski wehrte sich vehement gegen alle Interpretationsversuche, „daß die absolute Verelendung nur eine Tendenz sei, die sich nicht durchsetzen könne, da es eben Gegentendenzen gebe, die stärker seien.“ Ihm und seiner Frau Marguerite zufolge habe sich die Lage des Arbeiters verschlechtert und seine relative Kaufkraft sei gesunken, weil sein Lohn ihm einen geringeren Teil des Sozialprodukts zugänglich mache als zuvor.
Nach Helmut Arndt ist die Verelendungstheorie nur unter bestimmten Bedingungen gültig. Ein Ansteigen der Reallöhne mit der Arbeitsproduktivität sei in allen Volkswirtschaften der Fall, in denen der Schutz starker und selbständiger Gewerkschaften garantiert sei. Er folgert daraus: „Ist der Arbeiter ohnmächtig, trifft sie [die Verelendungstheorie] zu. Ist die Macht am Arbeitsmarkt dagegen gleich verteilt, nimmt der Arbeiter an der Wohlstandssteigerung teil.“
Heinz-Josef Bontrup vertritt die Auffassung, dass sich die Verelendungstheorie für viele kapitalistische Länder verifizieren lasse, auch wenn dies aus verschiedenen Gründen nicht zur von Marx vorausgesagten Instabilität des Kapitalismus führe. Er bringt die Verelendung zudem in Zusammenhang mit psychischen Belastungen in der Arbeitswelt und weist darauf hin, dass es selbst in der BRD Massenarbeitslosigkeit und Sozialhilfeempfänger gebe.

## Rezeption der Verelendungsthesen
Die Verelendungstheorie konnte durch die gesellschaftliche Entwicklung in den hoch entwickelten Industrieländern nicht bestätigt werden. Hans Werner Holub führt die Verelendungstheorie als Beispiel dafür an, „wie marxistische Dogmatiker Hypothesen, die mit der Realität nicht in Einklang gebracht werden konnten, vor einer Falsifizierung schützten.“ So wurde aus der – in westlichen Industrieländern nicht mehr haltbaren – physischen Verelendung die statistisch ebenfalls schwer haltbare relative, dann die normative fiktive und schließlich die psychische Verelendung.

### Diskussion der absoluten Verelendung
Die Armut der Arbeiter im 18. und 19. Jahrhundert wird in der Literatur mit dem Fortschreiten der industriellen Revolution verbunden. Dabei wurde z. B. von Eric Hobsbawm das kohärente Bild von einem Übergang des Umbruchs der alten in die neue Welt gezeichnet in einem verhängnisvollen Zusammenspiel technischer Innovationen und unverantwortlicher Laissez-faire-Politik, die große Bevölkerungsmassen in unvorstellbares Elend gestürzt habe. Diese Sichtweise wurde erstmals durch John Harold Clapham in Frage gestellt, indem er den Prozesscharakter des ökonomischen Wandels betonte. Der Arbeiter in den Baumwollfabriken und die Dampfmaschine von 1830 sei eben nicht der Prototyp der Epoche gewesen, wie die Klassiker es dargestellt haben. Diese sogenannten „Pessimisten“ der industriellen Revolution stützten sich vornehmlich auf Zeugnisse der unmittelbar betroffenen Zeitgenossen (insbesondere den Blue Books der Tories), d. h., sie konzentrieren ihr Augenmerk auf sichtbare Folgen und kaum auf Ursachen der Epoche. Bis 1851 habe nicht einmal eine tiefgreifende Veränderung im technischen Bereich stattgefunden, und somit sei die Verelendungstheorie als Legende zurückzuweisen, so Clapham. Damit waren nach Peter Wende die beiden Positionen zwischen sozialem und wirtschaftlichem Wandel besetzt, zwischen denen bis heute das historische Urteil gefällt wird. Auch Theodor Geiger spricht in einer Auseinandersetzung mit der Verelendungstheorie des Marxismus von einer Legende. Die Lage und Stellung des Arbeiters innerhalb der kapitalistischen Gesellschaft sei erheblich günstiger geworden. Marx habe die Verelendungstheorie rein deduktiv dem Kapitalismus angedichtet. Sie liege laut Geiger jedoch nicht in der Wirklichkeit des Kapitalismus, sondern in Marx’ Idee des Kapitalismus.

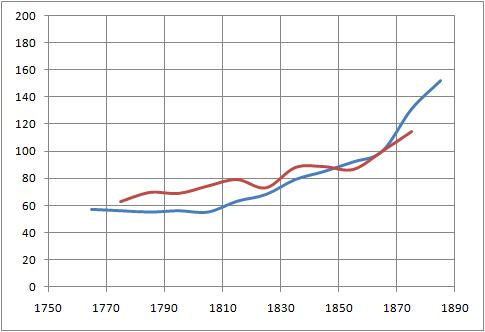
Schätzungen von Clark (blau) und Feinstein (rot) zur Reallohnentwicklung in England, 1750–1890 (1860=100)

Durch Bevölkerungswachstum strömte verarmte Landbevölkerung in die Städte und fragte dort Arbeit nach. Wenn die Nachfrage nach Arbeit in diesem Prozess nicht Schritt hält, können logischerweise die Löhne in den Fabriken nicht steigen, so dass allmähliche industrielle Verbesserungen erst mit der Zeit diese Situation bereinigen kann. Clark Nardinelli meint einerseits: Heute drehe sich die wissenschaftliche Frage um den Lebensstandard nicht mehr darum, ob die industrielle Revolution Menschen besser stellte, sondern wann sie das tat. Andererseits bleibt eine Kontroverse offen, was als Lebensstandard definiert werden kann und wie Reallöhne zu vergleichen sind. Die Arbeit von Charles Feinstein (Living Standards during Industrial Revolution, 1998) habe eine allgemeine Akzeptanz erhalten.
Friedrich August von Hayek spricht von der „Legende“ der Verelendung der Massen im beginnenden Liberalismus bzw. in der ersten Phase der Industrialisierung Anfang des 19. Jahrhunderts und fährt fort:
„Die weitverbreitete emotionale Abneigung gegen den ‘Kapitalismus’ ist eng mit diesem Glauben verknüpft, dass das unbestreitbare Anwachsen des Reichtums – herbeigeführt durch die Wettbewerbsordnung – um den Preis eines gesenkten Lebensstandards der schwächsten Gesellschaftsschichten erkauft worden sei. Daß sich dies so verhält, wurde in der Tat einst weit und breit von den Wirtschaftshistorikern gelehrt. Eine sorgfältigere Prüfung der Tatbestände hat jedoch zu einer gründlichen Revision dieser Lehrmeinung geführt. Nachdem aber nun diese Kontroverse entschieden ist, behauptet sich gleichwohl noch eine Generation später die alte Vorstellung im allgemeinen Glauben weiter fort.“
Dass statt der prognostizierten Verelendung ein gewisser Wohlstand für alle eintrat, formulierte auch Joseph Schumpeter mit den Worten „Es dämmert uns der "schreckliche Verdacht", dass Großunternehmen und Kapitalismus mehr zur Erhöhung des Lebensstandards der Massen beigetragen haben könnten als zu ihrer Verelendung.“ Der deutsche Sozialhistoriker Hans-Ulrich Wehler weist auf die empirische Entwicklung der unteren Einkommensklassen im deutschen Kaiserreich hin, wo sich die Einkommen von 1895 bis 1912 mehr als verdoppelten. Der Anteil der untersten Einkommensklasse mit einem nominalen Jahreseinkommen von 900 bzw. 950 Mark ging in diesem Zeitraum von 75,2 % auf 50,1 % zurück, sie sank also um ein Drittel: „Hier wurde die vulgärmarxistische Verelendungstheorie am nachhaltigsten dementiert“.
Es gibt Versuche, die Verelendungstheorie unter Bezug auf die globale Entwicklung und insbesondere die Entwicklungsländer zu reformulieren. Dazu zählen etwa das Theorem des Verelendungswachstums, die Dependenztheorie und Immanuel Wallersteins Weltsystem-Theorie.

### Diskussion der relativen Verelendung

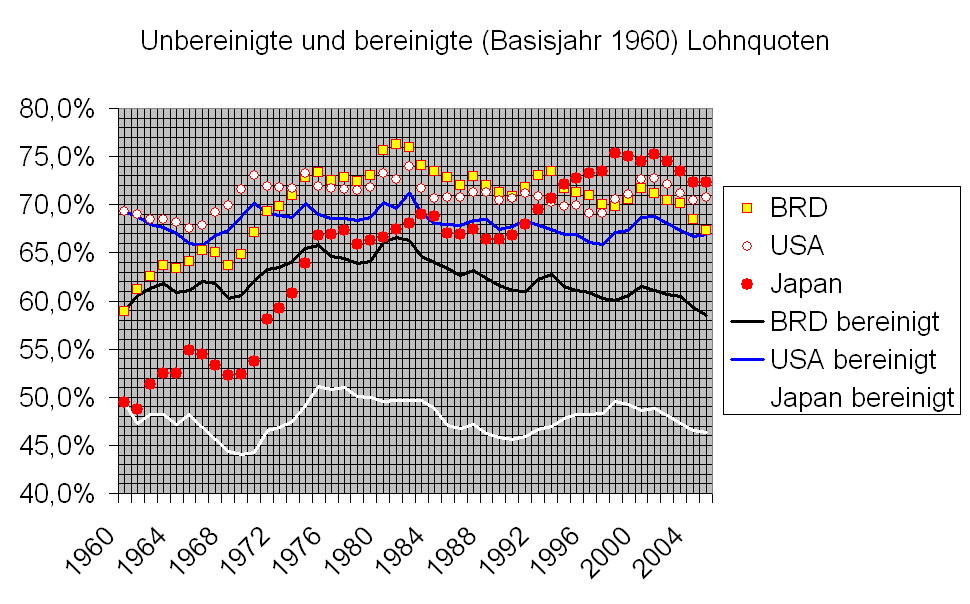
Entwicklung der Lohnquote in Deutschland, USA und Japan von 1960 bis 2005

Laut Heinz-Josef Bontrup ist die Verelendungstheorie in den hoch entwickelten Industrieländern durch die Entwicklung der Lohnquote widerlegt. Insbesondere durch die Herausbildung von Gewerkschaften, die am Arbeitsmarkt einen Gegenpol zum Kapital entwickelten, habe sich laut Bontrup das Verteilungsergebnis des Arbeitsertrags zugunsten der Arbeiter und Angestellten verändert. In Deutschland sei die Brutto-Lohnquote von 43,1 Prozent im Jahr 1780 auf 60,2 Prozent 1930 gestiegen und habe unmittelbar vor Beginn des Zweiten Weltkriegs 54,9 Prozent betragen. Ihren Höhepunkt habe sie 1981 mit 75,3 Prozent erreicht, bis 2006 sank sie jedoch auf 65,6 Prozent. Dennoch könne eine positive langfristige Entwicklung der Lohnquote konstatiert werden. Nach Erich Arndt ist „diese sehr langfristige Steigerung [...] wohl nicht nur auf das Wirksamwerden eines Machtausgleichs der Gewerkschaften auf dem Arbeitsmarkt, sondern vor allem auch auf das relative Anwachsen der Zahl unselbständig beschäftigter zurückzuführen. Nach Wirksamwerden dieses Machtausgleichs nach dem Ersten Weltkrieg sind die Schwankungen langfristig wesentlich geringer ... Die Tatsache nun, dass die autonome Nominallohnpolitik der Verbände auf dem Arbeitsmarkt, insbesondere der Gewerkschaften, von sich aus allein nicht imstande ist, eine nachhaltige, über die Produktivitätsrate der Volkswirtschaft hinausgehende Reallohnerhöhung zu erreichen, gebiert eine weitere Aufgabe der Sozialpolitik“.
Laut Bontrup seien für das Absacken der Lohnquote von 1981 bis 2006 „massive[n] Umverteilungen von unten nach oben“ verantwortlich. Der Duden Wirtschaft sieht vor allem die Arbeitszeitverkürzung und die steigende Arbeitslosigkeit als Gründe für das Sinken der Lohnquote. In der Zukunft werde für Deutschland ein Wandel von der Industriegesellschaft zur beschäftigungsintensiveren Dienstleistungsgesellschaft und daher ein Anstieg der Lohnquote als wahrscheinlich angesehen.

## Konträre Theorien
Diametral der Verelendungstheorie entgegen steht die oft auf Adam Smith zurückgeführte Trickle-down-Theorie. Der „Trickle-down-Effekt“ beschreibt die These, dass Wirtschaftswachstum und allgemeiner Wohlstand der Reichen auch ohne Sozialgesetzgebung nach und nach in die unteren Schichten der Gesellschaft durchsickern würden. Eine weitere These ist die Kuznets-Kurve, mit der ein hypothetischer Zusammenhang zwischen Entwicklung und sozialer Ungleichheit beschrieben wird, bei dem die Ungleichheit in Form einer umgekehrten U-Kurve im Verlauf zunächst ansteigt und sich dann bei zunehmender Entwicklung wieder verringert. Unter dem von Ulrich Beck in Debatte gebrachten Begriff Fahrstuhleffekt wird ein Wachstum an Wohlstand beschrieben, der sich auf die Gesamtbevölkerung erstreckt.